# Liste des théâtres et campagnes de la Seconde Guerre mondiale
Batailles
Europe
- Pologne
- Drôle de guerre
- Guerre d'Hiver
- Danemark et Norvège
- France et Benelux
- Angleterre
- Balkans
- Front de l'Est
- Finlande
- Sicile
- Italie
- Laponie
- Front de l'Ouest (1944-1945)

Asie-Pacifique
- Chine
- Océan Pacifique
- Indochine française
- Asie du Sud-Est
- Birmanie et Inde
- Pacifique Sud-Ouest
- Japon
- Mandchourie et Corée du Nord

Méditerranée et Moyen-Orient
- Afrique du Nord
- Afrique de l'Est
- Mer Méditerranée
- Mer Adriatique
- Malte
- Yougoslavie
- Irak
- Syrie-Liban
- Iran
- Italie
- Dodécanèse
- Sud de la France

Autres campagnes
- Océan Atlantique
- Océan Arctique
- Bombardements stratégiques
- Amériques
- Afrique occidentale française
- Océan Indien

Coup d'État
- Yougoslavie
- Irak
- Italie
- Roumanie
- Bulgarie
- Hongrie

La liste des théâtres et campagnes de la Seconde Guerre mondiale subdivise les opérations militaires de la Seconde Guerre mondiale et des guerres contemporaines par guerre, puis par théâtre et enfin par campagne.

## Pré-Seconde Guerre mondiale

### Asie
- Invasion japonaise de la Mandchourie (18 septembre 1931 - 26 février 1932)
- Incident du 28 janvier (28 janvier – 3 mars 1932)
- Défense de la Grande Muraille (1er janvier – 31 mai 1933)
- Campagnes de Mongolie-Intérieure (26 mai – octobre 1933)
- Campagne du Suiyuan (octobre – novembre 1936)
- Guerre frontalière soviéto-japonaise (11 mai – 16 septembre 1939)
- Seconde guerre sino-japonaise (7 juillet 1937 – 7 décembre 1941)

### Europe et Afrique
- Seconde guerre italo-éthiopienne (3 octobre 1935 – 19 février 1937)
- Guerre civile espagnole (17 juillet 1936 – 1er avril 1939)
- S-Plan (16 janvier 1939 – mars 1940)
- Guerre slovaquo-hongroise (23 mars – 31 mars 1939)
- Invasion italienne de l'Albanie (7-12 avril 1939)

## Campagnes

### Théâtre européen

#### Front Nordique
- Liste des opérations militaires dans les pays nordiques pendant la Seconde Guerre mondiale
- Guerre d'Hiver (novembre 1939-mars 1940)
- Invasion du Danemark et de la Norvège (avril-juin 1940)
- Guerre de Continuation (25 juin 1941 – 19 septembre 1944)
- Guerre de Laponie (1er octobre 1944 – 25 avril 1945)
- Libération de Finnmark (23 octobre 1944 - 26 avril 1945)

#### Front de l'Ouest
- Drôle de guerre (octobre 1939-avril 1940)
- Bataille de France (avec les pays du Benelux) (mai-juin 1940)
- Bataille d'Angleterre (+ Opération Seelöwe) (juillet-octobre 1940)
- Front de l'Ouest (1944-1945)
  - Supreme Headquarters Allied Expeditionary Force (SHAEF) a commandé les forces alliées dans le nord-ouest de l'Europe, de fin 1943 à mai 1945.
  - Bataille de Normandie (juin-août 1944)
  - Campagne du Nord de la France (juillet-mai 1945)
  - Campagne du sud de la France (Opération Dragoon) (août-septembre 1944)
  - Campagne de la ligne Siegfried (août-décembre 1944)
  - Campagne d'Europe centrale (mars-mai 1945)

#### Front de l'Est
- Campagne de Pologne (Opération Fall Weiß) (1939)
- Guerre d'Hiver (guerre russo-finlandaise) (30 novembre 1939 – 13 mars 1940)
- Front de l'Est (initialement Opération Barbarossa) (juin 1941 à mai 1945)
- Guerre de Continuation (Finlande) (juin 1941-septembre 1944)

### Théâtre méditerranéen, africain et moyen-oriental
- Allied Force Headquarters (AFHQ), contrôlait toutes les forces sur le théâtre méditerranéen de la fin 1942 à mai 1945.
- Gibraltar (9 septembre 1939 - 28 mai 1944)
- Mer Adriatique (7 avril 1939 – 15 mai 1945)
- Palestine (juin 1940 – juin 1941)
- Afrique de l'Est (10 juin 1940 - 27 novembre 1941)
- Afrique du Nord (10 juin 1940 – 13 mai 1943)
  - Désert occidental (11 juin 1940 – 4 février 1943)
  - Afrique du Nord française (8-16 novembre 1942)
  - Tunisie (17 novembre 1942 – 13 mai 1943)
- Malte (11 juin 1940 – 20 novembre 1942)
- Bahreïn (19 octobre 1940)
- Guerre gréco-italienne (28 octobre 1940 à avril 1941)
- Invasion de la Yougoslavie (Opération 'Punition) (Avril 1941)
- Bataille de Grèce (Opération Marita) (avril 1941)
- Crète (Opération Mercure) (mai-juin 1941)
- Front yougoslave (avril 1941 à mai 1945)
- Irak (2-31 mai 1941)
- Syrie-Liban (8 juin – 14 juillet 1941)
- Iran (25-31 août 1941)
- Sicile (9 juillet – 17 août 1943)
- Italie (10 juillet 1943 - 2 mai 1945)
- Corse (août 1943)
- Dodécanèse (8 septembre – 22 novembre 1943)
- Sud de la France (15 août – 14 septembre 1944)
- Alpes-Maritimes (23 mars - 2 mai 1945)

### Théâtre Pacifique-Asie
- Seconde guerre sino-japonaise (8 décembre 1941 – 9 septembre 1945)
- Guerre du Pacifique (Nord et Central, Sud-Ouest)
  - American-British-Dutch-Australian Command
  - Pacific Ocean Areas
  - South West Pacific Area
- Théâtre d'Asie du Sud-Est
  - Campagne de Birmanie
  - Théâtre Chine-Birmanie-Inde
- Japon
  - Campagne des archipels Ogasawara et Ryūkyū
- Guerre soviéto-japonaise (1945)
  - Campagne soviétique de Mandchourie (1945)

### Autres théâtres
- Amériques
- Australie (campagne navale et aérienne)
- Arctique et Antarctique
- Afrique de l'Ouest (1940)
- Madagascar (1942)

### Guerres navales
- Bataille de l'Atlantique
  - Convois de l'Arctique (Opération Rösselsprung)
  - Bataille des Caraïbes
  - Campagne de la Méditerranée
- Bataille de l'océan Indien

### Guerres aériennes
- Bataille d'Angleterre
- Bombardements stratégiques pendant la Seconde Guerre mondiale
- Bombardements atomiques d'Hiroshima et de Nagasaki

## Guerres contemporaines
- Guerre civile chinoise (12 avril 1927 – 1er mai 1950)
- Seconde guerre sino-japonaise (7 juillet 1937 – 7 décembre 1941)
- S-Plan (16 janvier 1939 - mars 1940)
- Conflits frontaliers soviéto-japonais (11 mai 1939 – 16 septembre 1939)
- Guerre franco-thaïlandaise (1er septembre 1940 – 9 mai 1941)
- Guerre péruano-équatorienne (5 juillet 1941 - 31 janvier 1942)
- Campagne du Nord (2 septembre 1942 - décembre 1944)
- Guerre civile grecque (3 décembre 1944 – 16 octobre 1949)
- Révoltes tribales afghanes (avril 1944 – 11 janvier 1947)